# Гаинешти (Сучава)
Гаинешти (рум. Găinești) насеље је у Румунији у округу Сучава у општини Слатина. Oпштина се налази на надморској висини од 550 m.

## Становништво
Према подацима из 2002. године у насељу је живело 2001 становника, од којих су сви румунске националности.